# Ploramorts
Una ploranera, ploracossos, ploramorts o belaia és una persona a qui se li pagava per anar a plorar al funeral d'alguna persona.
Majoritàriament aquesta feina ha sigut duta a terme per dones. Es fa esment d'aquestes dones des de la més remota antiguitat. Per expressar d'una manera més enèrgica la desolació que havia causar al poble jueu la devastació de Judea, el profeta Jeremies diu que el Déu d'Israel va manar al seu poble a fer venir ploramorts. Aquest ús del poble hebreu va passar a altres nacions i sobre totes, es va conservar entre els grecs i romans. Aquests últims donaven el nom de praefica a la principal de cada comitiva de ploramorts perquè era ella la que presidia les lamentacions i la que donava a les seves companyes el to de tristesa que convenia segons la classe del difunt.
En la literatura castellana són presents per exemple a La casa de Bernarda Alba.